# Fabrica Nacional de Automoviles

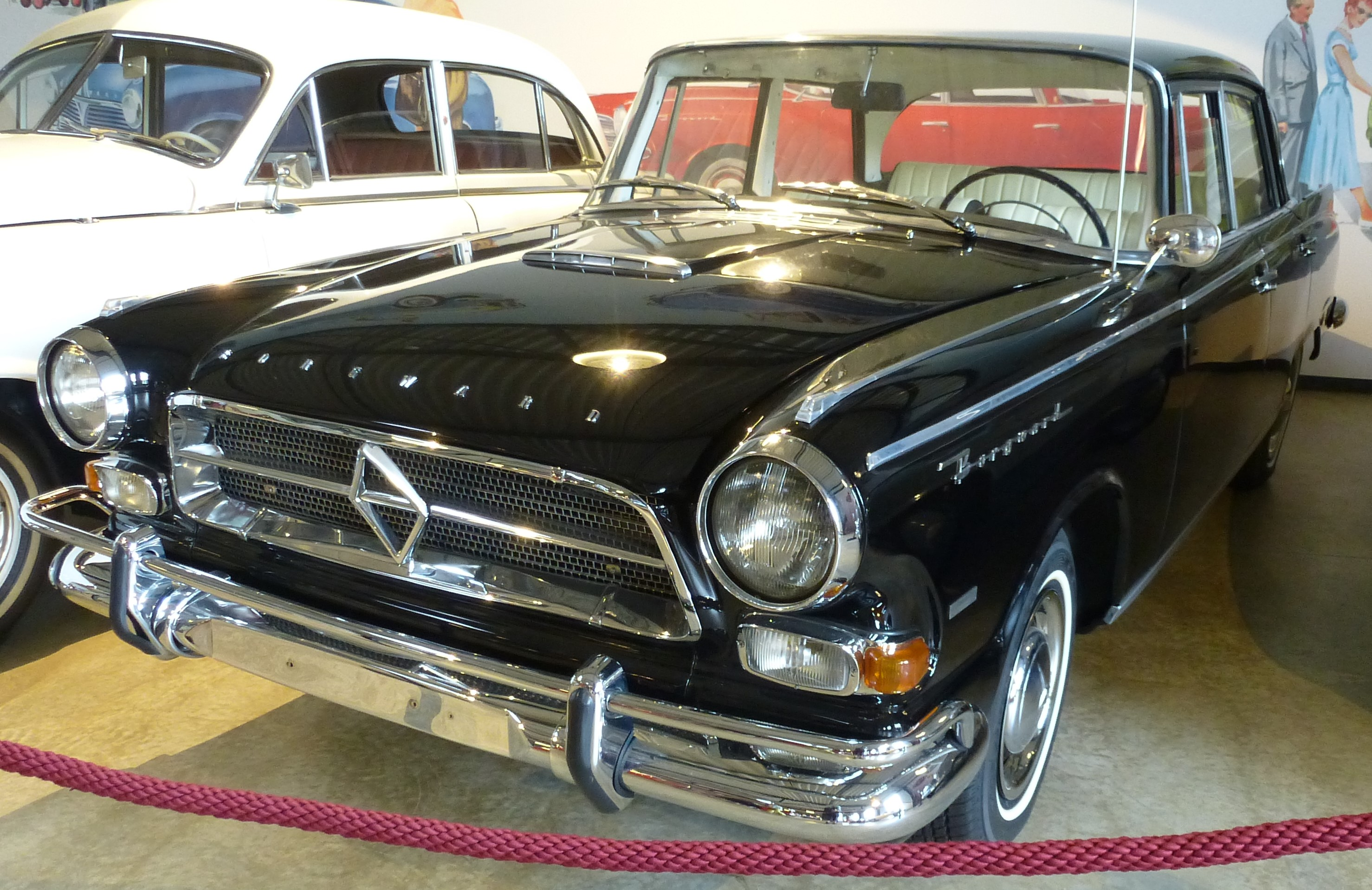
Borgward 230

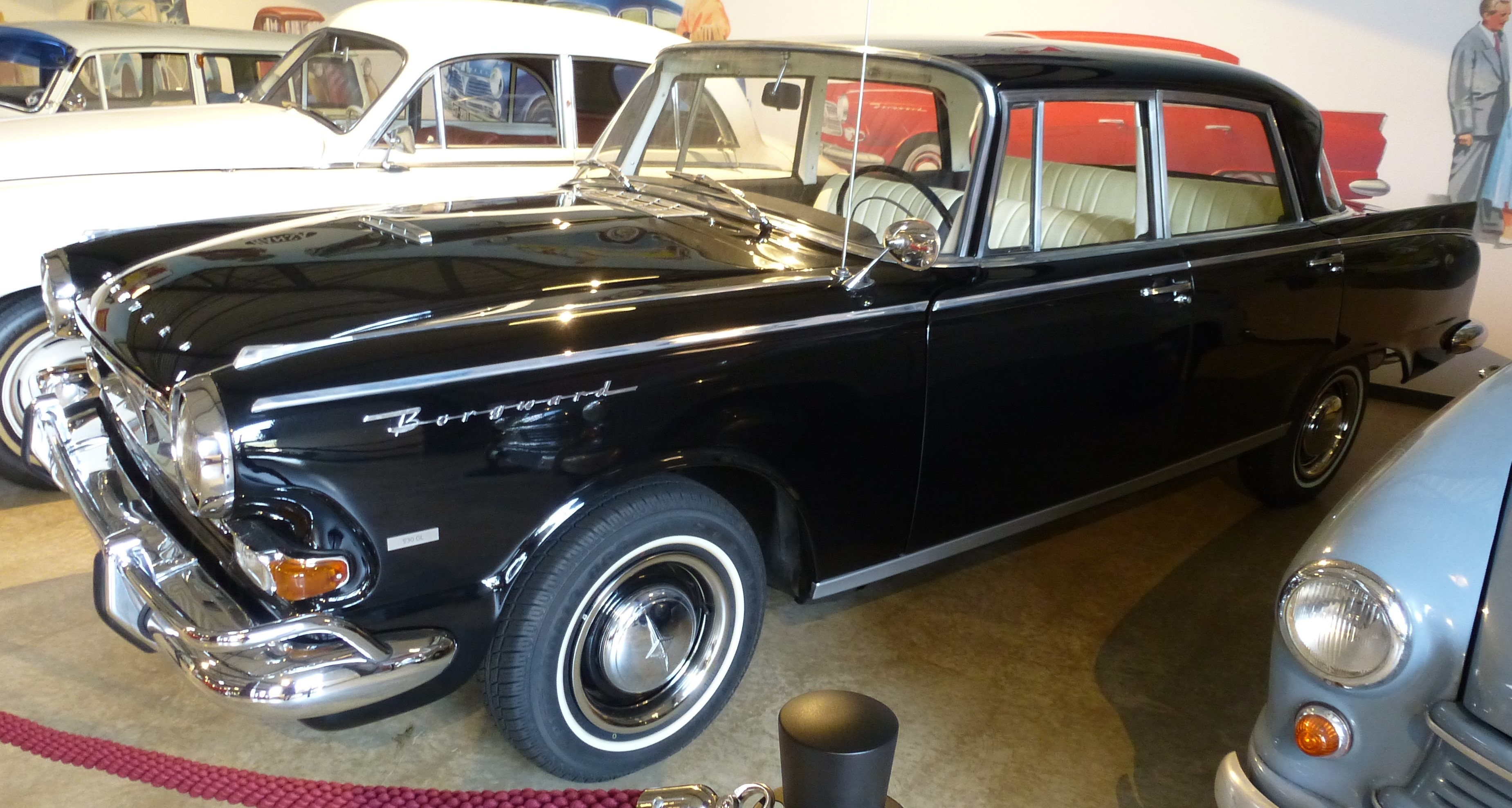
Seitenansicht

Fabrica Nacional de Automoviles S.A. war ein mexikanischer Hersteller von Automobilen.

## Unternehmensgeschichte
Das Unternehmen aus Monterrey begann 1967 mit der Produktion von Automobilen, nachdem Impulsora Mexicana Automotriz S.A. unter Leitung von Enrique Strauss 1963 Produktionsanlagen von Borgward erworben hatte. Der Markenname lautete Borgward. 1970 endete die Produktion. Insgesamt entstanden 2267 Fahrzeuge.

## Fahrzeuge
Das einzige Modell 230 entsprach weitgehend dem Borgward P 100. Auf die Luftfederung wurde allerdings verzichtet. Ein Sechszylindermotor mit 2240 cm³ Hubraum trieb die Fahrzeuge an.
Es gab zwar Planungen, auch die Isabella herzustellen und als Azteka anzubieten, doch wurden die Pläne nicht verwirklicht.